# 아나부키역
아나부키역(일본어: 穴吹駅)은 일본 도쿠시마현 미마시에 위치한 시코쿠 여객철도 도쿠시마 선의 철도역이다. 역 번호는 B16이며, 섬식 승강장 1면 2선의 구조를 갖춘 지상역이다.

## 타는 곳
| 1 · 2 | ■ 도쿠시마 선 | 하행 | 아와한다 방면            |
| 1 · 2 | ■ 도쿠시마 선 | 상행 | 가모지마 · 도쿠시마 방면 |

## 이용 현황
| 연도     | 하루 평균 | 연도     | 하루 평균 |
| 1995년도 | 1,102     | 2003년도 | 828       |
| 1996년도 | 1,101     | 2004년도 | 776       |
| 1997년도 | 1,034     | 2005년도 | 778       |
| 1998년도 | 1,026     | 2006년도 | 767       |
| 1999년도 | 1,106     | 2007년도 | 767       |
| 2000년도 | 989       | 2008년도 | 719       |
| 2001년도 | 932       | 2009년도 | 682       |
| 2002년도 | 859       | 2010년도 | 645       |
| -------- | --------- | -------- | --------- |

## 역 주변
- 미마 시청

## 인접 역
| 시코쿠 여객철도                 | 시코쿠 여객철도 | 시코쿠 여객철도               |
| ------------------------------- | --------------- | ----------------------------- |
| B 14 아와야마카와 도쿠시마 방면 | 특급 '쓰루기산' | 사다미쓰 B 18 아와이케다 방면 |
| B 15 가와타 사코 방면           | 보통            | 오시마 B 17 쓰쿠다 방면       |